# Parabola dei minimi quadrati
La parabola dei minimi quadrati è un caso particolare di regressione lineare multipla in cui il modello di regressione è di tipo quadratico:
{\displaystyle y=a+bx+cx^{2}}
I regressori sono dati da {\displaystyle x} e {\displaystyle x^{2}}.
Col metodo dei minimi quadrati si determinano i parametri "a", "b" e "c" in modo che la somma dei quadrati degli scarti dei punti da questa parabola è minima rispetto a tutte le altre possibili parabole che possono interpolare i punti. Le equazioni normali della parabola dei minimi quadrati sono:
{\displaystyle {\begin{cases}na+b\sum _{i=1}^{n}x+c\sum _{i=1}^{n}x^{2}=\sum _{i=1}^{n}y\\a\sum _{i=1}^{n}x+b\sum _{i=1}^{n}x^{2}+c\sum _{i=1}^{n}x^{3}=\sum _{i=1}^{n}y\,x\\a\sum _{i=1}^{n}x^{2}+b\sum _{i=1}^{n}x^{3}+c\sum _{i=1}^{n}x^{4}=\sum _{i=1}^{n}y\,x^{2}\end{cases}}}